# Stanisław Żuk (łyżwiarz figurowy)
Stanisław Aleksiejewicz Żuk, ros. Станислав Алексеевич Жук (ur. 25 stycznia 1935 w Uljanowsku, zm. 1 listopada 1998 w Moskwie) – radziecki trener łyżwiarstwa figurowego, a wcześniej łyżwiarz figurowy startujący w parach sportowych z żoną Niną Żuk. Uczestnik igrzysk olimpijskich (1960), trzykrotny wicemistrz Europy (1958–1960) oraz 4-krotny mistrz Związku Radzieckiego (1957–1959, 1961). 

## Życiorys
Jego żoną była jego partnerka sportowa Nina Żuk (z domu Bakuszewa). Z kolei młodszą siostrą była łyżwiarka figurowa Tatjana Żuk, wicemistrzyni olimpijska z Grenoble (1968) w parach sportowych z Aleksandrem Gorielikiem. Nina i Stanisław byli ich głównymi trenerami.
Nina i Stanisław Żuk zdobyli wspólnie trzy wicemistrzostwa Europy z rzędu, od 1958 do 1960 roku, przygrywając kolejno z reprezentantami Czechosłowacji Věrą Suchánkovą i Zdenkiem Doležalem, a w kolejnych dwóch latach z Niemcami, Mariką Kilius i Hansem-Jürgenem Bäumlerem. Dwukrotnie wystąpili na mistrzostwach świata, a ich najlepszym rezultatem było miejsce piąte. W tym samym czasie czterokrotnie triumfowali w mistrzostwach Związku Radzieckiego pokonując za każdym razem przyszłych podwójnych mistrzów olimpijskich, Ludmiłę Biełousową i Olega Protopopowa. Nina i Stanisław prezentowali akrobatyczne podnoszenia z trzymaniem jedną ręką (na wyprostowanej ręce partnera), które na arenie międzynarodowej były wtedy uważane za zbyt niebezpieczne. Żuk przyznał, że inspiracją byli dla niego gimnastycy sportowi. Poglądy sędziów zmieniły się po 1960 roku, jednak Żukowie nie mieli szansy na zaprezentowanie się w mistrzostwach świata, które zostały odwołane po katastrofie lotniczej w której zginęła cała reprezentacja Stanów Zjednoczonych i postanowili zakończyli karierę. Następnie Żuk zaczął trenować swoich byłych rywali, Biełousową i Protopopowa powoli poświęcając się karierze trenerskiej.
Żuk przez ponad 20 lat trenował radzieckie gwiazdy łyżwiarstwa figurowego w klubie CSKA Moskwa. Jego uczniowie zdobyli 67 złotych, 34 srebrnych i 35 brązowych medali na mistrzostwach Europy, świata i olimpijskich. Do jego uczniów należeli:
- Irina Rodnina / Aleksiej Ułanow,
- Irina Rodnina / Aleksandr Zajcew,
- Marina Czerkasowa / Siergiej Szachraj,
- Jekatierina Gordiejewa / Siergiej Grińkow,
- Marija Piestowa / Stanisław Leonowicz,
- Wieronika Pierszyna / Marat Akbarow,
- Tatjana Żuk / Aleksandr Gorielik
- Siergiej Czetwieruchin,
- Jelena Wodoriezowa,
- Anna Kondraszowa,
- Aleksandr Fadiejew.

Żuk nadużywał alkoholu i zdarzało mu się stosować przemoc fizyczną i psychiczną wobec swoich uczniów. Jekatierina Gordiejewa w swojej książce My Sergei: A Love Story ujawniła, że wszyscy trenujący w CSKA łyżwiarze bali się trenera Żuka, a ten każdego wieczoru upijał się. Chciał on zastosować żołnierską musztrę na treningach, przypominając im, że trenują w żołnierskim klubie. Gordiejewa opisała sytuację, gdy ona i Anna Kondraszowa przestały jadać na stołówce, gdyż trener Żuk wypominał im ilość zjedzonego jedzenia, a także sytuację, gdy Żuk uderzył Kondraszową, która płakała przez niego niemal każdego dnia. Gordiejewa wyznała, że „Żuk przychodził do niej [Kondraszowej] i mówił Widziałem, że zeszłej nocy wchodziłaś do pokoju Fadiejewa, co tam robiłaś? Nawet jeśli coś by robiła, to oczywiście nie był jego interes. Ale on dręczył ją szpiegowaniem i byłam na tyle młoda, że Anna nie zwierzała mi się co się za tym kryło. Teraz rozumiem, że próbował nakłonić Annę do przespania się z nim. Przez lata robił to z wieloma dziewczętami”.
Wiosną 1986 roku Gordiejewa, Grińkow, Fadiejew, Kondraszowa i Marina Zujewa zgłosili zachowanie Żuka tj. nadużywanie alkoholu, opuszczanie treningów i przemoc, w liście do oficjeli CSKA. Żuk został odsunięty od trenowania najlepszych radzieckich łyżwiarzy, ale pozostał głównym trenerem klubu i kontynuował pracę z młodzieżą. 
W połowie lat 80. XX w. Żuk pracował również jako trener w Japonii. Następnie w stopniu podpułkownika przeszedł na emeryturę wojskową. Zmarł nagle z powodu ostrej niewydolności serca na stacji moskiewskiego metra Aeroport nieopodal klubu CSKA Moskwa. Został pochowany na cmentarzu Wagańkowskim w Moskwie. W 2008 roku przed klubem CSKA stanął jego pomnik.

## Osiągnięcia
Z Niną Żuk
| Zawody                           | 1954           | 1955           | 1956           | 1957           | 1958           | 1959           | 1960           | 1961           |                |                |                |                |                |                |                |                |                |
| Międzynarodowe                   | Międzynarodowe | Międzynarodowe | Międzynarodowe | Międzynarodowe | Międzynarodowe | Międzynarodowe | Międzynarodowe | Międzynarodowe | Międzynarodowe | Międzynarodowe | Międzynarodowe | Międzynarodowe | Międzynarodowe | Międzynarodowe | Międzynarodowe | Międzynarodowe | Międzynarodowe |
| -------------------------------- | -------------- | -------------- | -------------- | -------------- | -------------- | -------------- | -------------- | -------------- | -------------- | -------------- | -------------- | -------------- | -------------- | -------------- | -------------- | -------------- | -------------- |
| Igrzyska olimpijskie             |                |                |                |                |                |                | 6              |                |                |                |                |                |                |                |                |                |                |
| Mistrzostwa świata               |                |                |                |                | 8              |                | 5              |                |                |                |                |                |                |                |                |                |                |
| Mistrzostwa Europy               |                |                |                | 6              | 2              | 2              | 2              |                |                |                |                |                |                |                |                |                |                |
| Krajowe                          |                |                |                |                |                |                |                |                |                |                |                |                |                |                |                |                |                |
| Mistrzostwa Związku Radzieckiego | 3              |                | 3              | 1              | 1              | 1              |                | 1              |                |                |                |                |                |                |                |                |                |